# Qui scribit, bis legat
 Qui scribit, bis legat лат.(изговор: кви скрибит бис легат) Ко пише, нека двапут прочита.

## Поријекло изреке
Није познато ко је изрекао ову мисао.

## Значење
Треба двапут прочитати оно што пишеш јер тако ћеш лакше уочити и исправити грешке.